# 집도마뱀붙이
집도마뱀붙이(common house gecko, Pacific house gecko, Asian house gecko, house lizard, Moon Lizard)는 동남아시아에서 자생하는 도마뱀붙이의 일종이다. 대부분의 도마뱀붙이는 야행성이다.

## 형태

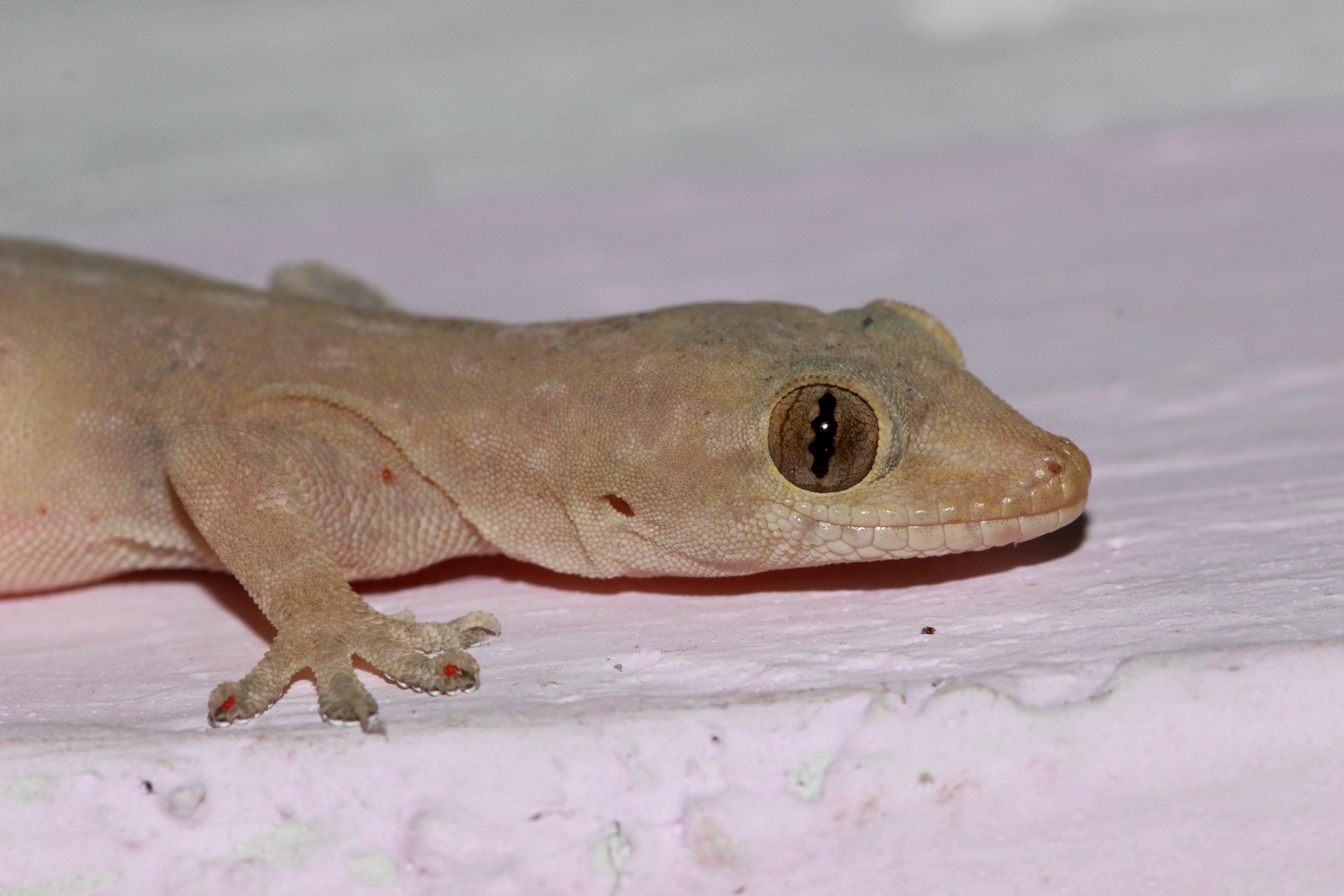
머리의 옆모습

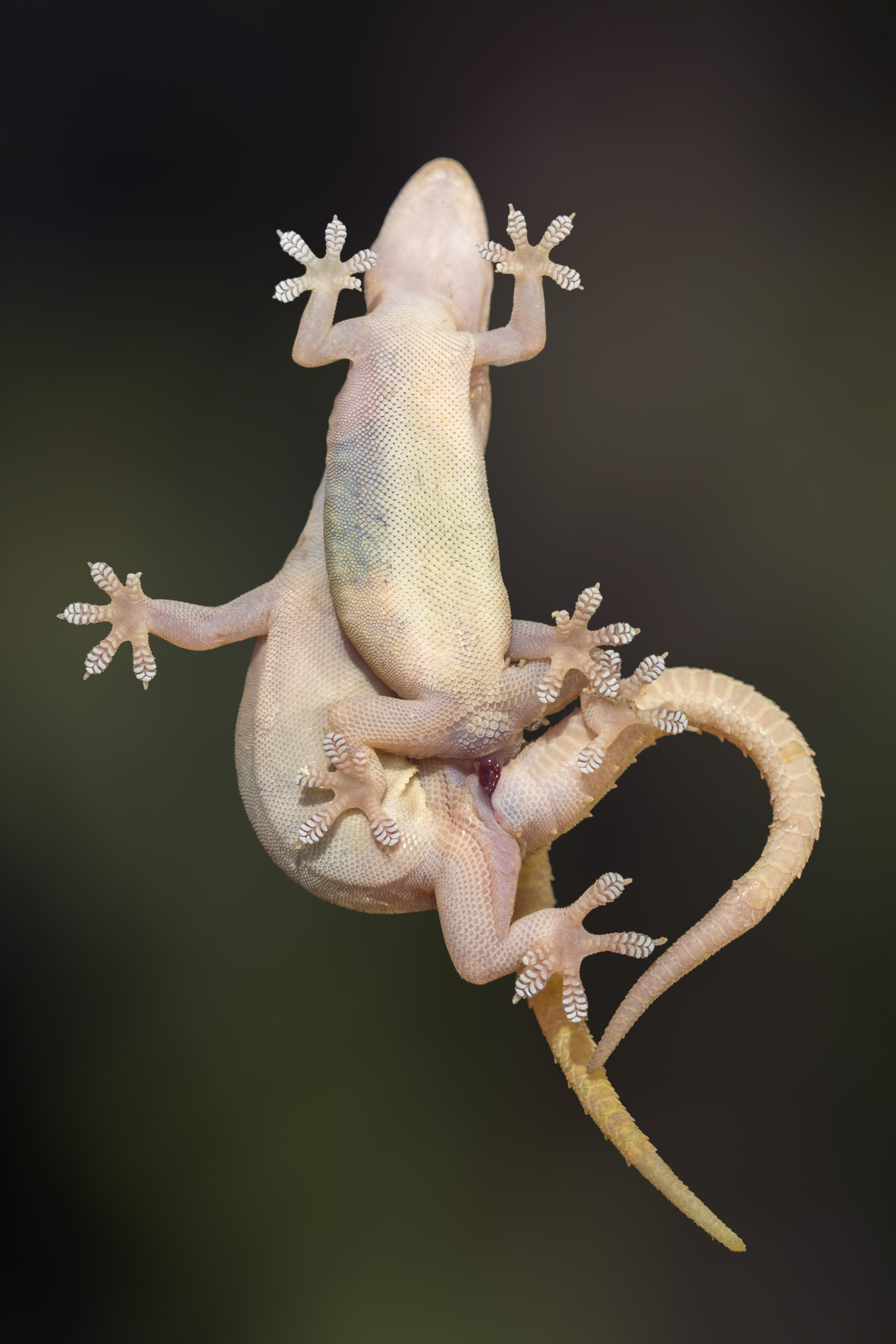
짝짓기 중인 집도마뱀붙이

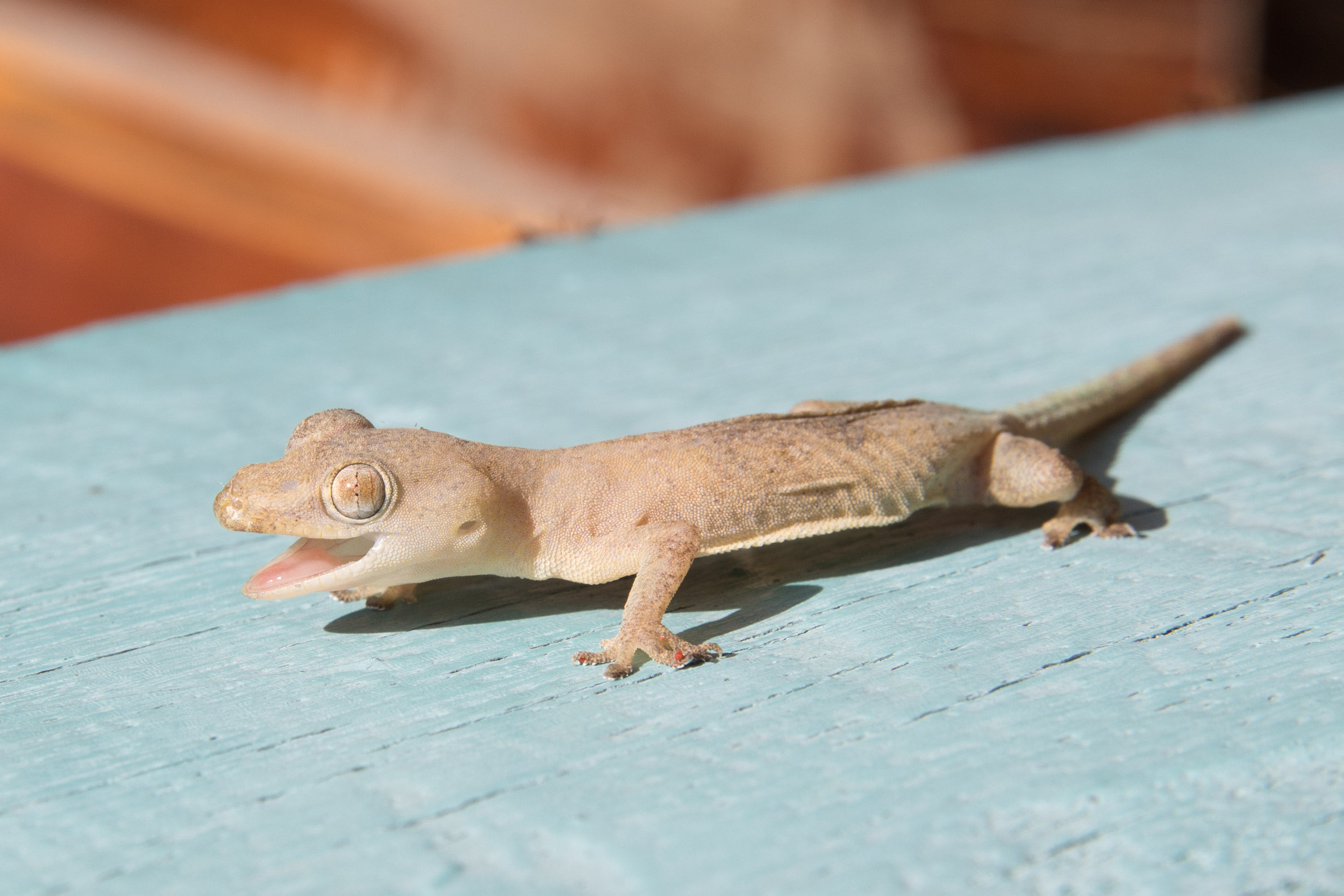
라오스에서 촬영한, 입을 벌린 집도마뱀붙이

대부분의 도마뱀붙이처럼 야행성이며, 낮에는 숨고 밤에 곤충 등의 먹이를 찾는다. 빛에 이끌린 벌레를 찾아 주택 등의 건물의 벽을 기어오르는 집도마뱀붙이를 흔히 볼 수 있으며, 그로 인해 '집도마뱀붙이'라는 이름이 붙었다. 이 게코는 배를 타고 전 세계에 퍼졌으며, 그리하여 오늘날 미국의 디프사우스, 호주의 드넓은 열대, 아열대 지역, 그 밖에도 남아메리카, 중앙아메리카, 아프리카, 남아시아, 중동의 수많은 나라에 흔히 분포한다. 겨울에는 대개 추위에 견디기 위해 휴면 상태에 빠진다고 알려져있다. 길이는 75–150 mm (3–6 in)까지 자라며 5년 정도 살아간다. 이 작은 도마뱀붙이는 독이 없으며 사람에게 딱히 해를 끼치지 못한다. 스트레스를 받으면 물 수 있지만 힘이 약해서 피부를 뚫지 못한다. 집도마뱀붙이는 열대성 도마뱀붙이이므로 먹이곤충을 찾기 위해 썩은 나무 위를 기어다닐 수 있는 따뜻하고 습한 지역에서 번창한다. 적응성이 굉장히 좋으며 곤충과 거미를 섭취하여서 진출한 지역의 토착 파충류를 쫓아낼 수 있다. 집도마뱀붙이는 대부분의 도마뱀붙이들처럼 위협을 받으면 꼬리를 스스로 자를 수 있다.

## 습성
집도마뱀붙이는 외온성이며 다양한 습성을 통해 체온을 조절하는 모습을 보여준다. 이 녀석들의 생리는 서식분포범위, 토착종과의 상호작용, 도입종으로서의 성공적인 번식에 영향을 끼친다.
집도마뱀붙이의 신진대사에 관한 필요조건은 비슷한 크기의 다른 도마뱀 종류와 크게 다르지 않으며, 산소 흡수도 다른 열대, 아열대, 온대에 서식하는 도마뱀붙이류와 동일한 모습을 보여준다. 온도독립성(Thermal independence)은 26-35도 사이에 존재하며, 자체 체온 조절 능력이 약간 있다. 이는 집도마뱀붙이는 주변 온도가 26-35도라면 어떤 행동습성을 통해 체온을 조절할 수 있다는 것을 의미한다. 도마뱀붙이의 호흡횟수는 주위 온도가 이 범위보다 높아짐에 따라 증가하지만, 더 추워진다고 해서 바뀌지는 않았다. 햇빛을 쬐거나, 앉아있는 곳의 재질을 고르는 등의 체온을 조절하기 위한 행동적 기제가 있다.
집도마뱀붙이는 낮에는 체온을 조절하고 밤에 사냥한다. 이러한 체온조절의 능동적 방식은 좀 더 밝은, 표면의 균열에 근접한 곳에 간다거나 하는 것 따위가 있다. 또한 활동량과 기온 사이에는 밀접한 관계가 있다. 집도마뱀붙이의 생체리듬은 광량에도 영향을 받는다. 이 리듬은 자정 즈음에 활동하는 개체가 제일 많다거나, 일몰 직후에 활동량이 제일 풍부하고 새벽이 올 때까지 점차 감소한다거나 하는 것을 포함한다. 장소에 따른 일주기의 차이는 대개 사람과 마주치는 빈도, 주위 환경의 구조 등의 환경적 요인으로 설명할 수 있다. 어둠이 찾아온 후 사냥활동이 제일 빈번하게 이루어지는데, 인공조명에 이끌리는 벌레들을 손쉽게 사냥할 수 있다.
이러한 정도의 환경 의존성 때문에, 급격한 온도 하락은 중단기적으로 집도마뱀붙이의 목격 빈도 감수의 주요한 지표로 볼 수 있다. 비바람 따위의 혹독한 날씨의 변덕은 그러한 환경 하에서 도마뱀붙이의 목격 빈도를 급격하게 감소시킨다. 이러한 현상이 중장기적인 개체 분포와 집도마뱀붙이가 다른 도마뱀붙이 종류와 생존경쟁을 벌이는 능력에 어떤 영향을 끼치는지는 불확실하다.
암컷이 좀 더 높은 온도를 선호한다는 약간의 증거가 있는데, 이는 알의 발달 속도의 향상이라는 진화적인 이점이 있을 것이다. 하지만 이를 뒷받침하기 위한 통계적으로 의미 있는 데이터를 끌어내고자 하는 시도는 실패했다.
집도마뱀붙이는 열대, 아열대 환경에 적응해왔기 때문에, 수분 손실을 방지하기 위한 생리적인 적응은 별로 눈에 띄지 않는다. 이는 집도마뱀붙이의 건조, 반건조 지역으로의 진출을 가로막는 요인이 될 수 있다.

## 번식
집도마뱀붙이는 도마뱀붙이과에 속한 다른 도마뱀붙이류와 비슷한 생식샘 구조를 가지고 있다. 40mm 이상의 집도마뱀붙이는 생식샘이 구별되기 때문에 이를 바탕으로 성을 구별할 수 있다. 분화된 생식샘은 수컷의 생식기로 인해 총배설강의 입구가 부풀어오를 때 제일 뚜렷하게 볼 수 있다. 암컷은 한 번에 최대 두 개의 껍질이 단단한 알을 산란하며, 각각은 하나의 산란관에서 떨어져나온다. 난소들 안에는 발달과정이 각기 다른 네 개의 알까지 존재할 수 있다. 이는 임신한 암컷이 다음 산란이 준비될 때까지 필요한 시간을 줄여준다. 암컷은 주기 당 난소마다 하나의 알을 만들어낸다. 이는 암컷이 단일자동지속성 배란성(monoautochronic ovulatory)을 띤다고 여겨진다는 것을 의미한다.
정자는 수컷의 고환 안에 연중 내내 존재하며, 암컷은 수란관 안에 정자를 최대 36주 동안 저장할 수 있다. 이 덕에 새로운 서식지에 발을 디디면 빠른 시일 내에 번식하여 퍼져나갈 수 있으며, 보다 작은 개체군이 성공적으로 불어나 정착할 가능성이 높아진다. 하지만 암컷이 정자를 오랫동안 보관하다 보면 생존 결과와 부화 확률이 떨어지는데, 아마 정자의 수명 때문인 것으로 보인다. 정자는 특히 자궁과, 수란관의 깔때기 모양 기관 사이에 저장된다. 정자를 저장할 수 있는 능력은 배란, 짝짓기와 산란 사이의 비동시성을 야기한다. 정자 저장 능력은 섬에 진출할 때 유용한데, 암컷이 고립된 환경에 처하여 수컷과 오랫동안 만나지 못하더라도 여러 차례 번식할 수 있게 된다. 연구소에서 관찰한 결과 집도마뱀붙이는 짝짓기를 할 때마다 최대 7 개의 알무더기를 만들어냈다. 이 덕에 단성생식을 해야 할 이유가 없게 되고, 암수 자식을 만들어낼 수 있으며, 한 번의 짝짓기로 여러 번 산란할 수 있다. 이렇게 무성생식의 필요성이 감소하면 자손에게 잘 섞인 유전자 특유의 활력과 좀 더 풍부한 다양성을 전달하여 건강을 증진시킬 수 있다. 이 뿐 아니라, 양성생식하는 도마뱀붙이는 무성생식하는 도마뱀붙이에 비해 체격이 건장하며 생존률이 높다는 연구가 있다.
개체의 크기와 알의 생존가능성 사이에는 정적 상관관계가 있는데, 집도마뱀붙이의 덩치가 클수록 알 또한 살아남을 가능성이 높아진다. 더 따뜻한 연중 기온, 안정적인 먹이 수급과 번식 계절성에도 상관관계가 있는데, 집도마뱀붙이는 온도가 꾸준히 따뜻하고 먹이 수급이 잘 되면 복부에 지방을 덜 저장하고, 좀 더 오랫동안 번식기를 유지하는 경향이 있다.

## 의사소통
집도마뱀붙이는 다양한 종류의 울음소리를 사용하여 의사소통한다. 마르첼리니(Marcellini)는 이 녀석들이 세 종류의 울음소리를 각기 다른 용도로 사용한다고 주장했다.
- 길게 짹 : 길게 짹은 오직 수컷들이 마주 보고 싸울 때만 드물게 쓰인다. 이 소리는 위협용으로 보이며, 수컷들이 서로 위협적인 자세를 취한 후 1m 이내로 접근했을 때 쓰인다. 이러한 자세에는 다른 도마뱀붙이를 향해 입을 크게 벌린다든지가 있으며, 암컷이나 유체를 향해서는 하지 않는 동작이다.

- 한 번 짹 : 이 울음소리는 스트레스의 정도와 관련 있다. 이 소리는 수컷이 더 자주 내지만 성체, 아성체, 유체 모두가 낸다. 하지만 몸길이 35mm 미만의 개체가 이 소리를 낸 기록은 없다. 실험실 환경에서, 사람이나 다른 동물이 개체를 거칠게 다루면 이 소리를 낸다. 많은 수의 개체가 좁은 장소에 모여있을 때도 이 소리를 낸다. 이 소리는 두 마리의 개체가 싸우는 도중에 꼬리를 물 때 흔히 들을 수 있다.

- 여러 번 짹 : 여러번 짹은 공격성, 영역성 방어행동이다. 제일 흔하게 들을 수 있는 소리이며, 소리의 크기는 폭넓게 조절하여 쓰인다. 근처에서 녹음된 이 소리를 들려주는 것으로 도마뱀붙이가 이 소리를 내도록 촉발시킬 수 있으며, 대개 공격적인 수컷이 자주 내고, 암컷은 덜 내는 경향이 있다[13]. 이 소리는 암컷들에게 자리 옮기기 따위의 약한 반응을 야기할 수 있다[14]. 몸길이가 45mm보다 작은 집도마뱀붙이는 이 소리를 거의 내지 않는다. 이 소리는 짝짓기, 먹이 섭취 등의 행동이 끝나면 흔히 들을 수 있고, 짝짓기 과정이나 암컷들 사이에서는 덜 흔하다. 이 소리는 주로 두 마리의 공격적인 수컷들 사이에서 자주 관찰된다. 이 경우, 수컷들은 이 소리에 더 명확하게 반응한다. 짹 소리의 횟수와 주변의 도마뱀붙이 개체수 사이에는 일반적으로 양의 상관관계가 있지만 사람, 햇빛 등의 다른 요소의 존재와 그 정도 혹은 개체수가 영향을 끼친다[13].

## 이름
집도마뱀붙이의 울음소리는 오히려 "게코, 게코"와 비슷하지만 이는 현지어의 번역이며, 울음소리는 "tchak tchak tchak"으로 묘사될 수 있다. (흔히 세 번씩 운다) 아시아/동남아시아, 특히 인도네시아, 태국, 싱가포르, 말레이시아에서는 지역마다 울음소리를 의성하여 만들어진 이름들이 존재한다: 집도마뱀붙이는 "chee chak" 이나, 빠르게 말해서 "chi chak" 이라고 부르며, 말레이 사전에서 "cicak"으로 흔히 표기한다. 필리핀에서는 타갈로그어로 "butiki", 비사야어로 "tiki", 일로카노어로 "alutiit", 태국어로 "jing-jok" (태국어: จิ้งจก) 이라고 부른다. 미얀마에서는 "အိမ်မြှောင် - ain-mjong" 이라고 부른다. ( "အိမ် - ain" 은 "집"을, "မြှောင် - mjong" 은 "달라붙는"을 뜻한다.) 인도, 파키스탄의 어떤 지역에서는 "chhipkali" (우르두어:چھپکلی, 힌디어: छिपकली) 이라고 부르는데, '달라붙는'을 의미하는 chhipkana에서 따온 것이다. 네팔에서는 "bhitti" (네팔어: भित्ती) 나 "mausuli" (네팔어: माउसुली) 라고 불린다. 인도의 다른 지역에서는 "kirli" (펀자브어: ਕਿੜਲੀ), "jhiti piti" (오리야어: ଝିଟିପିଟି), "zethi" (아삼어: জেঠী), "thikthikiaa" (마이틸어: ठिकठिकिया), "paal" (마라티어: पाल), "gawli" 나 "palli" (말라얄람어: ഗവ്ളി (gawli), പല്ലി (palli), 타밀어: பல்லி (palli)), "balli" (텔루구어 : బల్లి), "halli" (칸나다어: ಹಲ್ಲಿ), "ali" (실헤티어: ꠀꠟꠤ) 로 부른다. 서벵갈, 방글라데시에서는 "tiktiki" (벵골어: টিকটিকি) 라고 불리는데, 울음소리가 "tik tik tik"로 인지되기 때문이다. 스리랑카에서는 단수형으로 "huna" (싱할라어: හුනා) 라고 부른다. 중앙아메리카에서는 때때로 "Limpia Casas" (스페인어: 주택청소부들) 라고 불리는데, 주택에 사는 곤충 등의 절지동물을 줄여주는데다 'qui-qui' 하고 울기 때문이다.

## 분포
집도마뱀붙이는 남아시아, 남동아시아에 다른 수많은 도마뱀붙이들과 함께 자생하며, 선박 무역 활동을 따라 세계 곳곳에 자리잡았다 오늘날 집도마뱀붙이는 일본 등의 동아시아, 오스트레일리아, 태평양의 섬들, 인도양의 섬들(모리셔스, 마다가스카르, 몰디브를 포함하는), 북아메리카, 남아메리카, 아프리카, 중동, 카리브 해안의 섬들의 해안가에서 발견된다. 집도마뱀붙이는 열대, 아열대 지방에 많다. 집도마뱀붙이속의 다른 종들과 생태적으로 유사한 지역에 서식할 수 있다. 동남아시아 전역에 토착하기는 하지만, 최근 의도적으로, 또는 우연히 미국의 디프사우스 지역, 호주의 광범위한 열대, 아열대 지역, 그리고 중남아메리카, 아프리카, 남아시아, 중동의 많은 나라에 퍼져나갔다. 집도마뱀붙이는 광범위한 고도에 적응할 수 있으며, 추운 계절에는 휴면에 들어간다. 기온 변화는 점점 빨라질 전망이고, 이는 도시화의 진척과 시너지를 이루어, 집도마뱀붙이가 더욱더 많이 퍼져나갈 수 있도록 해줄 것이다. 이 녀석들이 가지고 있는 침입종으로서의 잠재력 때문에, 사람들은 집도마뱀붙이가 토착 도마뱀붙이류에게 해를 끼칠 수도 있는 곳에 도입되거나 서식하지 않도록 노력하고 있다.

## 서식지와 식성
집도마뱀붙이는 도시 환경을 선호하는 습성을 가리킨다. 이 사람과 같이 살아가는 도마뱀붙이류는 도시의 불빛에 가까이 다가온 곤충을 사냥하는 경향을 보인다. 본래 덤불지대에 서식했지만, 오늘날에는 도시 환경을 선호하는 경향을 보이며, 도시 구역 내부나 근방에 주로 분포한다.
집도마뱀붙이는 빛이 비추는 갈라진 틈새에 가깝거나, 탈출하기 용이한 위치에 있는 것을 좋아한다. 잠재적인 위험에서 즉각적으로 벗어나기 힘들 경우, 좀 더 늦은 밤에 나타나며 좀 더 이른 아침에 물러나는 모습을 보인다. 근처에 도시가 없는 경우엔 빽빽한 숲이나, 빽빽한 숲에서 가까운 유칼립투스 삼림지대를 선호한다.
주로 도시 지역을 선호하는 습성 덕에 좋아하는 먹이를 구할 수 있다. 집도마뱀붙이의 식단은 주로 도시 구역에서 사냥한 무척추동물로 구성된다. 바퀴벌레, 흰개미, 몇몇 벌과 말벌, 나비, 나방, 파리, 거미, 몇몇 파충벌레 분류군 따위의 무척추동물을 주로 잡아먹는다. 실험실 조건에서 동족포식이 일어난다는 제한된 증거가 존재하지만, 야생에서는 발견된 바가 없다.

## 도입
집도마뱀붙이가 열대 아시아, 중앙아메리카, 태평양 도서 지역에서 토착 도마뱀붙이류의 개체수를 줄일지도 모른다는 증거가 존재한다.
집도마뱀붙이한테 경쟁에서 밀리는 종들은 다음을 포함한다:
- 매끈비늘도마뱀붙이[21][22][23][24]
- 인도태평양도마뱀붙이(:en:Indo-Pacific gecko)[21][22][23][24]
- 마스카렌 제도의 가는가락도마뱀붙이류 (세 종은 현재 멸종된 것으로 여겨진다)[25]

집도마뱀붙이는 도입종으로서 새로운 기생충과 질병을 퍼뜨릴 가능성이 있지만, 이 이상의 악영향을 끼칠 수도 있는데 주로 배타적인 습성을 가지고 있고 토착 도마뱀붙이류를 도태시키기 때문이다. 집도마뱀붙이가 다른 도마뱀붙이류와의 경쟁에서 승리하는 능력을 설명하기 위해 세 가지 기계론적인 논리가 등장했다:
1. 덩치 차이. 집도마뱀붙이는 굵은벨벳도마뱀붙이(:en:Oedura robusta) 같은 더 큰 토착종을 대체하지는 못한다.[28]
2. 수컷 집도마뱀붙이는 다른 종의 암컷, 특히 암컷이 짝짓기에 관심이 없는, 단위생식하는 종의 암컷에 비해 높은 공격성을 보인다.
3. 성적으로 흥분한 암컷은 짝짓기에 무관심한 암컷에 비해 좀 더 공격적인 성향을 보인다.[22]

이러한 차이점은 한정적인 도시 구역, 특히 서식지가 크게 파편화된 도시 구역에서 집도마뱀붙이에게 경쟁적인 이점을 제공해준다. 게다가 집도마뱀붙이는 빽빽하게 모여살 수 있어서, 토착 도마뱀붙이류의 밀도가 줄어든 이후에도 도마뱀붙이류가 전보다 자주 목격된다. 집도마뱀붙이는 강렬한 빛에 대한 참을성도 강해서, 포식될 위험을 감수하는 대신 먹이 사냥이 결실을 거둘 확률이 높다. 또한 집도마뱀붙이가 동족포식을 하며 다른 작은 도마뱀붙이류, 특히 아성체를 사냥하기도 한다는 증거도 있다. 다만 대부분의 증거는 실험실 내부에서 확보되었고, 여러 차례의 연구에도 불구하고 야생에서 동족포식을 한다는 증거는 찾지 못했다.
수컷이 공격적이고 영역적일수록 머리가 더 크고 도드라진 형태를 띈다. 이렇게 머리가 커지면 신체가 불균형해지며, 달리기가 느려지는 원인이 된다. 이는 선택압(:en:selective pressure)이 도주 속도보다는 수컷으로서의 짝짓기 경쟁 역량을 우선시한다는 증거가 된다. 반면 암컷은 머리가 커지는 것에 비례해 뒷다리가 길어졌고 달리기가 느려지지도 않았다. 이는 암컷의 경우 진화적 선택 과정에서 이동능력이 더 중요하게 작용했다는 것을 암시한다.
집도마뱀붙이의 성공은 습성적인 우위 같은 좀 더 미묘한 요소를 기반으로 하기도 한다. 예를 들자면 집도마뱀붙이는 매끈비늘도마뱀붙이의 회피반응을 야기시키는 습성이 있다. 집도마뱀붙이는 근처에 동족, 혹은 다른 종의 도마뱀붙이류가 있는 상황을 좀 더 잘 참아서 주로 쌍을 이루어 살아가는 다른 도마뱀붙이류보다 더 잘 번식한다.
이러한 요소들 덕에 집도마뱀붙이류는 다른 도마뱀붙이류, 특히 성욕이 없거나 덩치가 더 작은 종을 몰아내고 그 자리를 차지하는 능력이 있다. 하지만 이는 집도마뱀붙이류가 다른 도마뱀붙이류, 특히 덩치가 더 크고 성적이며 공격적인 다른 도마뱀붙이류와도 공생할 수 있음을 암시하기도 한다.

## 사육
집도마뱀붙이는 깨끗한 바닥재가 깔린 비바리움에서 애완동물로서 사육될 수 있으며, 대개 체온을 유지하기 위한 열원과 은신처, 습기를 제공하기 위한 가습기 체계와 식물을 구비해야 한다.
이 종은 휴식을 취할 때 수직으로, 심지어 거꾸로 매달리곤 한다. 테라리움 안에서는 주로 식물, 장식, 바닥재 위에서보다는 사육장 내부의 벽이나 뚜껑에서 휴식울 취하여, 오히려 눈에 잘 띄지 않는다.
어떤 뱀들은 집도마뱀붙이를 먹이로 삼는다.

## 유해성
집도마뱀붙이는 수많은 나라의 외래종이 되었으며 대개 해로운 동물, 심지어 지역 야생동물을 "심각하게 위협하는 종"으로 간주된다. 아직 집도마뱀붙이의 영향이 자세히 연구되지는 않았지만, 이 "범포식자"가 특히 도시 지역에서 토착 도마뱀붙이와 먹이를 두고 경쟁하여 토착종을 쫓아낼 수 있다는 증거가 있다. 집도마뱀붙이는 토착종들에게 질병을 옮기는 진드기를 옮길 수 있다.

## 미신

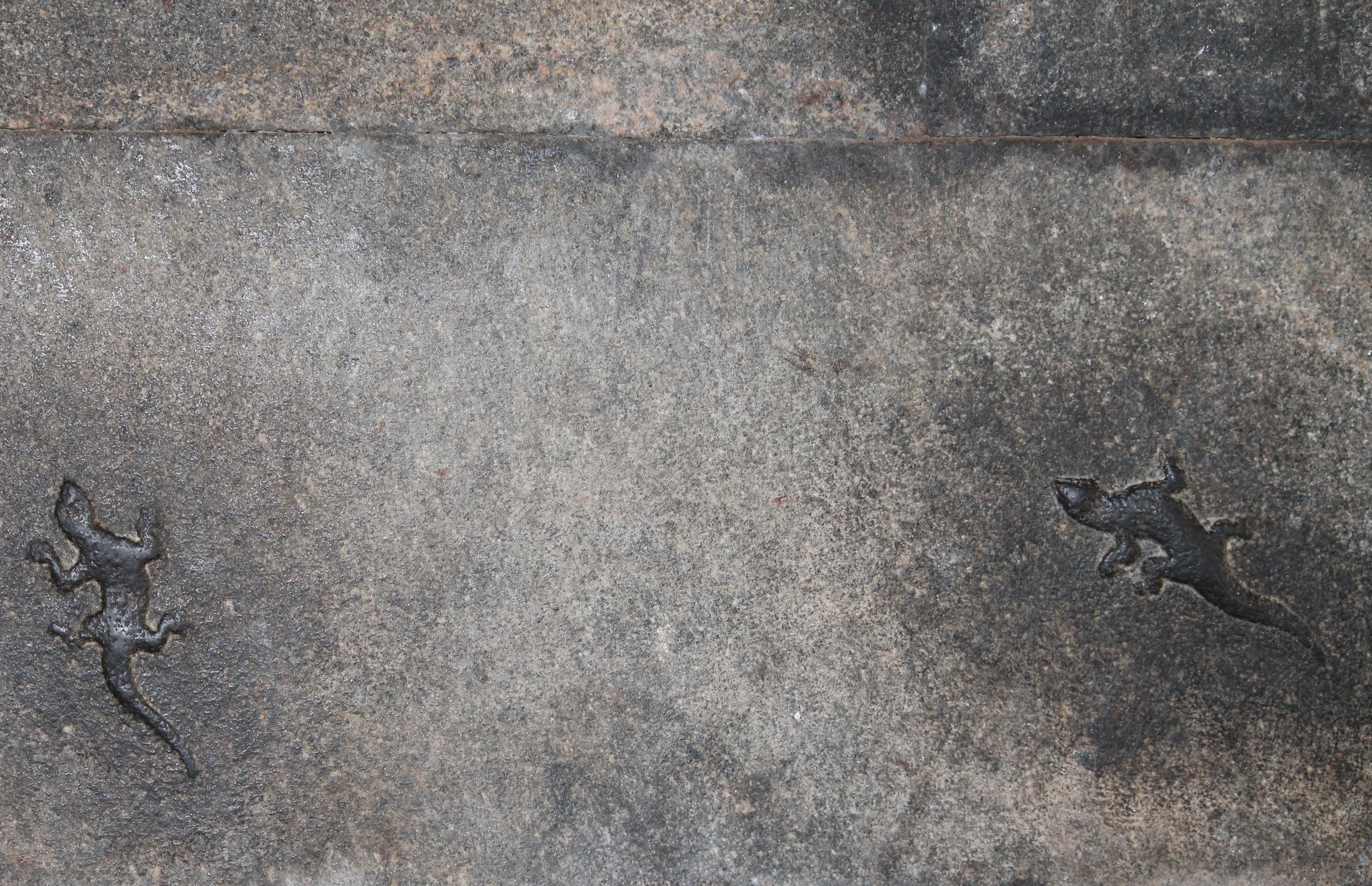
인도 타밀 나두의 벨로르요새 내부의 시바 사원의 만다파 벽의 두 개의 도마뱀붙이 벽 조각 (2012)

도마뱀붙이는 세계 곳곳에서 독성이 있다고 여겨진다. 동남아시아에서는 좋은 징조의 매개체라고 여겨진다. 예멘 등의 아랍 국가에서는 자는 사람의 얼굴 위로 도마뱀붙이가 지나가면 피부병이 도진다고 믿는다.
인도에서는 도마뱀붙이의 울음소리, 움직임, 드물게 천장에서 떨어질 때와 같은 징후를 통해 길흉을 예측하는 복잡한 점술 체계가 몇 세기에 걸쳐 만들어졌다. 인도의 어떤 지역에서는 도마뱀붙이의 울음소리는 나쁜 징조로 여겨지는 한편, 방글라데시와 네팔에서는 울음소리가 들리기 직전에 내뱉어진 발언의 진실성에 대한 보증으로 여겨지는데, 울음소리 "tik tik tik" 이 인도에서 통용되는 수많은 언어에서 "맞아 맞아 맞아"를 의미하는 "thik thik thik" 과 유사하기 때문이다. 즉, 그 말이 맞다고 세 번 확인해주는 것이다. 여행을 떠나려 할 때 동쪽 벽에서 들려오는 도마뱀붙이의 울음소리는 상서롭다고 여겨지지만, 다른 쪽 벽에서 들려오는 울음소리는 불길하다고 간주된다. 누군가의 오른쪽 어깨에 도마뱀붙이가 떨어지는 것은 좋은 징조로 간주되지만, 왼쪽 어깨로 떨어지면 나쁜 징조다. 펀자브에서는 도마뱀붙이의 소변에 닿은 사람은 문둥병이 발병할 것이라고 여긴다. 인도의 어떤 지역에서는 단테라스 전야에 도마뱀을 목격하는 것은 좋은 징조나 번창의 징후라고 여긴다.

## 유전
집도마뱀붙이에는 두 개의 핵형이 존재하는데, 각각 40개, 46개의 염색체를 가진다. 이는 핵형의 종내변형으로 설명할 수도 있지만, 어쩌면 두 개의 개별적인 종을 잘못 분류한 것일지도 모른다. 형태학적 분석을 진행한 결과 이 둘이 정말로 다른 종일 가능성이 높다는 결론을 얻었다. 분류계보를 정비하고 각각의 개체수를 정확히 파악하기 위해서라도 분류 개정이 필요할 것이다.

## 참고 문헌
- Cook, Robert A. 1990 Range extension of the Darwin house gecko, Hemidactylus frenatus. Herpetofauna (Sydney) 20 (1): 23-27
- Darevsky I S; Kupriyanova L A; Roshchin V V 1984 A new all-female triploid species of gecko and karyological data on the bisexual Hemidactylus frenatus from Vietnam. Journal of Herpetology 18 (3) : 277-284
- Edgren, Richard A. 1950 Notes on the Neotropical population of Hemidactylus frenatus Schlegel Natural History Miscellanea (55): 1-3
- Edgren, R. A. 1956 Notes on the neotropical population of Hemidactylus frenatus Schlegel. Nat. Hist. Misc. 55: 1-3.
- Jerdon, T.C. 1853 Catalogue of the Reptiles inhabiting the Peninsula of India. Part 1. J. Asiat. Soc. Bengal xxii [1853]: 462-479
- McCoy, C. J.;Busack, Stephen D. 1970 The lizards Hemidactylus frenatus and Leiolopisma metallica on the Island of Hawaii Herpetologica 26 (3): 303
- Norman, Bradford R. 2003 A new geographical record for the introduced house gecko, Hemidactylus frenatus, at Cabo San Lucas, Baja California Sur, Mexico, with notes on other species observed. Bulletin of the Chicago Herpetological Society. 38(5):98-100 [erratum in 38(7):145]
- Ota H 1989 Hemidactylus okinawensis Okada 1936, junior synonym of H. frenatus in Duméril & Bibron 1836. J. Herpetol. 23 (4): 444-445
- Saenz, Daniel;Klawinski, Paul D. 1996 Geographic Distribution. Hemidactylus frenatus. Herpetological Review 27 (1): 32